# 中国共产党渑池县委员会
中国共产党渑池县委员会，是中国共产党在渑池县的领导机关。

## 第十三届
中国共产党渑池县第十三届委员会是渑池县在2021年8月11日召开的县第十三届委员会第一次全体会议上以无记名投票选举产生的党委领导层，以谢喜来为首。
- 渑池县第十三届委员会书记（县委书记）：谢喜来
- 渑池县第十三届委员会副书记（县委副书记）：钱程、刘军伟
- 渑池县第十三届委员会常委（县委常委）：谢喜来、钱程、刘军伟、王彦凯、黄振华、石线伟、李磊、赵睿、赵宏章、姚振波、薛莎[1]